# Symphonie no 2 de Mayer
Pour les articles homonymes, voir Symphonie no 2.
La Symphonie no 2 en mi mineur est une symphonie d'Emilie Mayer composée en 1847.

## Contexte
La deuxième symphonie d'Emilie Mayer est composée en 1847. Elle est écrite dans un style qui s'inscrit dans le courant du romantisme allemand. 

## Structure
L'œuvre comprend quatre mouvements et dure environ 30 minutes (33 minutes avec la reprise dans le premier mouvement) :
1. Un poco adagio en mi mineur  - Allegro assai en mi mineur
2. Scherzo en la mineur
3. Un poco adagio cantabile en do majeur
4. Finale. Allegro vivace en mi mineur

## Orchestration
- Bois
  - 2 flûtes
  - 2 hautbois
  - 2 clarinettes
  - 2 bassons
- Cuivres 
  - 2 cors
  - 2 trompettes
  - 3 trombones
- Timbales
- Cordes 
  - premiers violons
  - seconds violons
  - altos
  - violoncelles
  - contrebasses

## Analyse

### I – Un poco adagio - Allegro assai
Le premier mouvement, d’allure vive, est vigoureux et son orchestration est marquée par le travail des symphonistes de son époque. Le thème est très rapidement donné à tous les instruments de l’orchestre. C'est une forme sonate où les deux thèmes ont des difficultés à se différencier, s’entremêlant l’un l’autre aux des cordes ponctué par les trilles des flûtes. Le second thème ressort dans certains épisodes d’accalmie. On retrouve alors une mélodie traitée dans une arsis puissante jusqu’au développement. Ce premier mouvement rappelle les Ouvertures du début du romantisme et du sturm und drang. 

### II – Scherzo
Le deuxième mouvement est un scherzo. Il fait un usage important du chromatisme. Des passages en do majeur aux bois contrastent avec les passages en la mineur dans le trio.

### III – Un poco adagio cantabile
Le troisième mouvement est un adagio, aux airs de romance entrecoupée de passages rappelant le scherzo. Quelques passages en do mineur viennent contraster avec le reste du mouvement.  

### IV – Finale. Allegro vivace
Le quatrième mouvement est majestueux, très beethovénien dans son orchestration, mais il a parfois des airs de concerto tzigane. On y entend d'ailleurs deux solistes, violon et violoncelle.

## Discographie
- Mayer: Symphonies Nos. 1 & 2, NDR Radiophilharmonie, Leo McFall (direction), CPO, 2020, 5552932